# Kornsläktet
Kornsläktet (Hordeum) är ett släkte av gräs. Kornsläktet ingår i familjen gräs.

## Bildgalleri

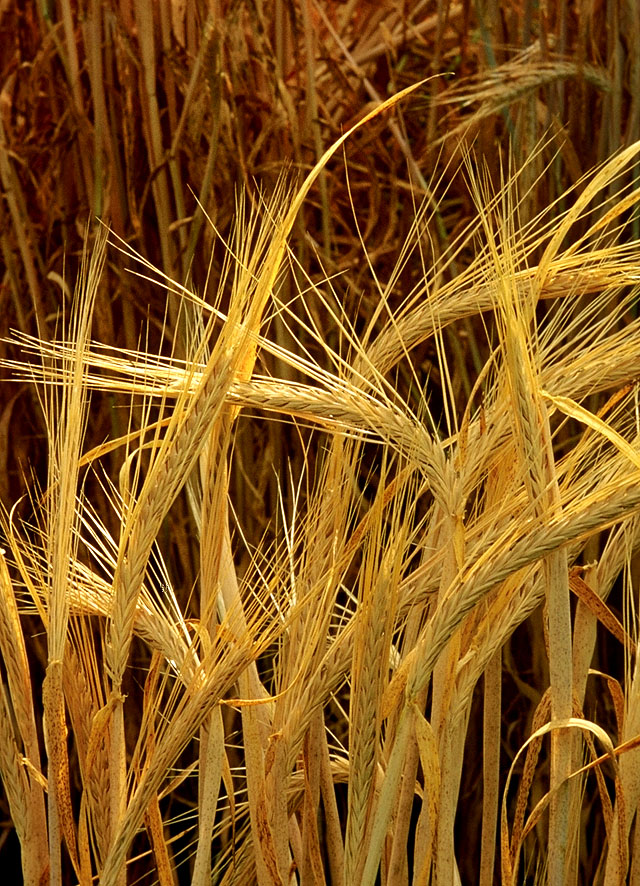
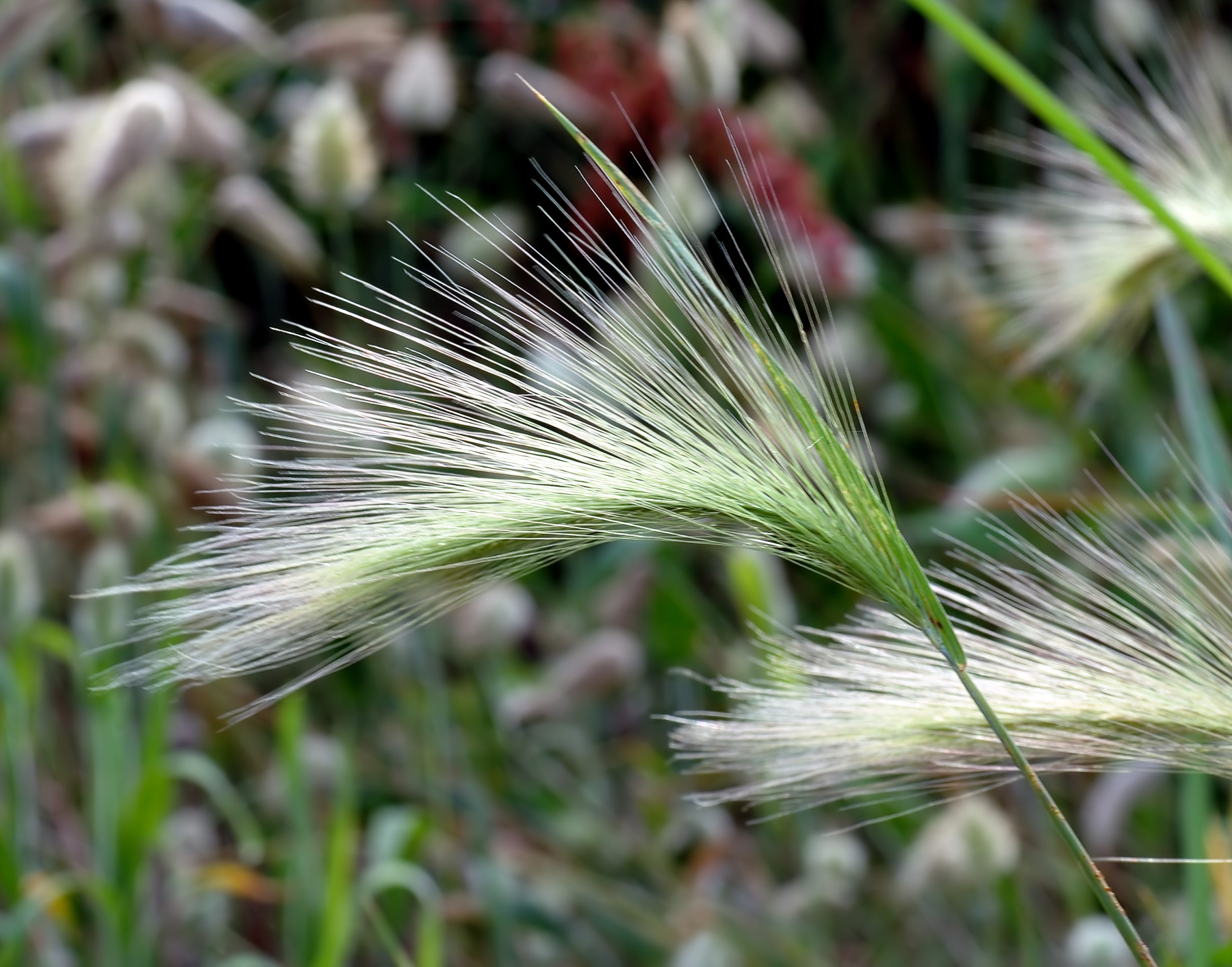
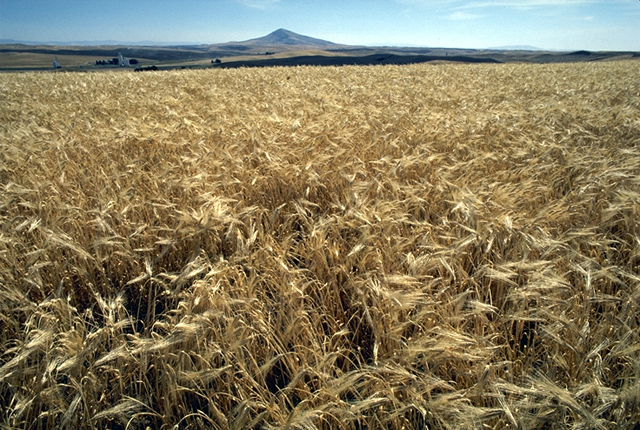
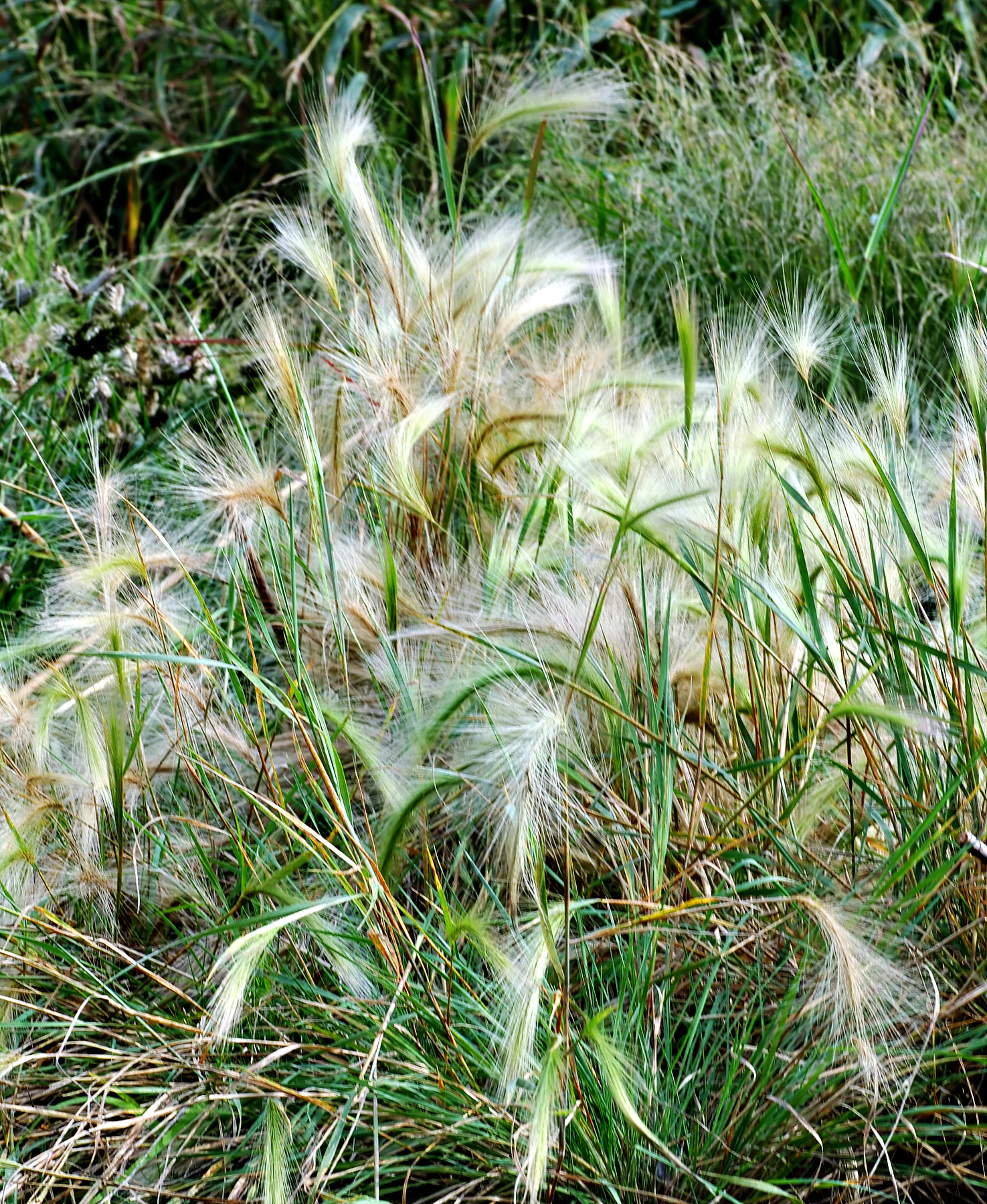
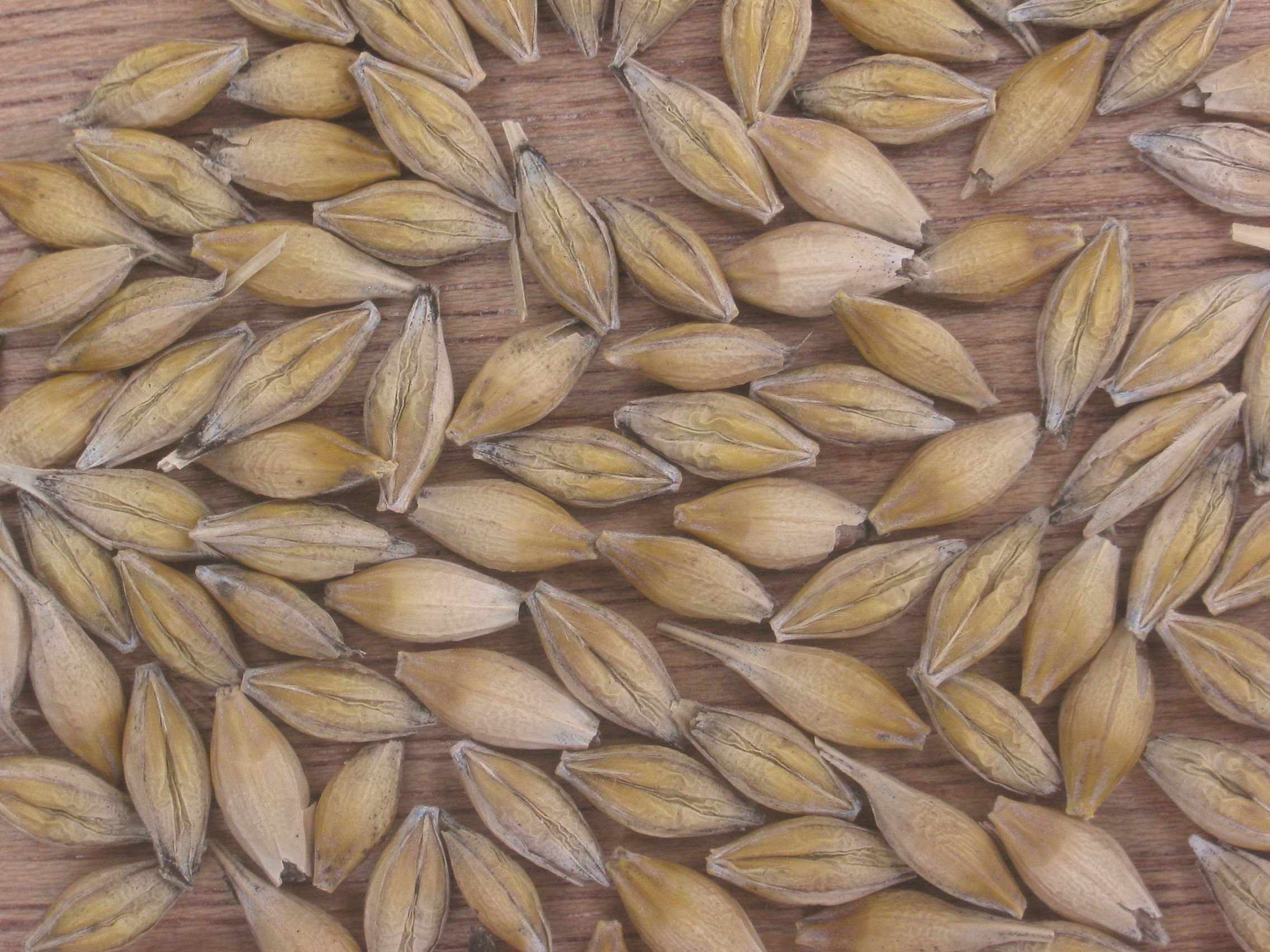
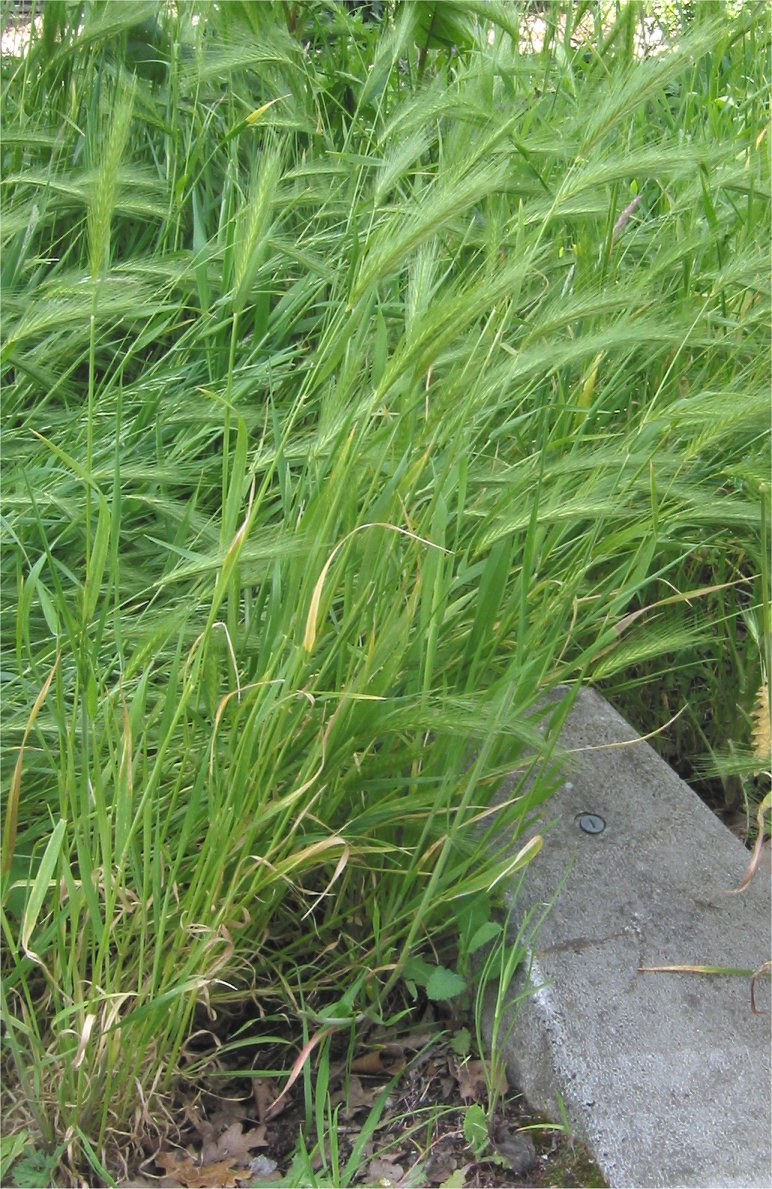

## Dottertaxa till Kornsläktet, i alfabetisk ordning[1]
- Hordeum aegiceras
- Hordeum arizonicum
- Hordeum blomii
- Hordeum bogdanii
- Hordeum brachyantherum
- Hordeum brachyatherum
- Hordeum brevisubulatum
- Hordeum bulbosum
- Hordeum californicum
- Hordeum capense
- Hordeum chilense
- Hordeum comosum
- Hordeum cordobense
- Hordeum depressum
- Hordeum distichon
- Hordeum erectifolium
- Hordeum euclaston
- Hordeum flexuosum
- Hordeum fuegianum
- Hordeum guatemalense
- Hordeum halophilum
- Hordeum intermedium
- Hordeum jubatum
- Hordeum lagunculciforme
- Hordeum lechleri
- Hordeum marinum
- Hordeum montanense
- Hordeum murinum
- Hordeum muticum
- Hordeum parodii
- Hordeum patagonicum
- Hordeum pavisii
- Hordeum procerum
- Hordeum pubiflorum
- Hordeum pusillum
- Hordeum roshevitzii
- Hordeum secalinum
- Hordeum spontaneum
- Hordeum stenostachys
- Hordeum tetraploidum
- Hordeum vulgare